# Wojsław Powała

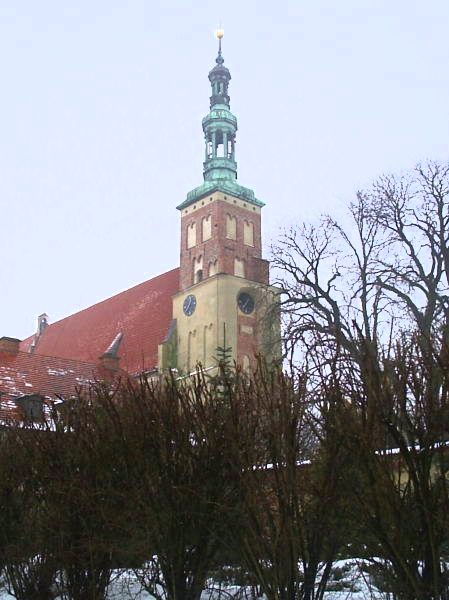
Opactwo Benedyktyńskie w Lubiniu

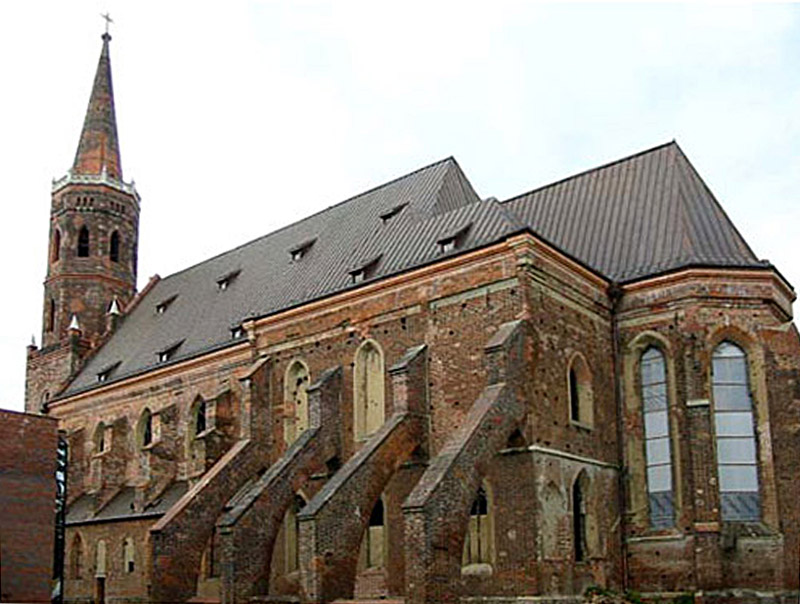
Kolegiata w Głogowie

Wojsław Powała (ur. ok. 1060, zm. ok. 1140) – protoplasta rodu Powałów Ogończyków, komes wrocławski, piastun księcia Bolesława Krzywoustego, współzałożyciel kolegiaty głogowskiej, opactwa lubińskiego i benedyktyńskiego klasztoru na Łysej Górze. Był rówieśnikiem Skarbimira. 
Imię Wojsław w języku staropolskim oznaczało „tego, który zdobywa sławę w wojnach”. „sławnego wojownika”.

## Rodzina
Wojsław pochodził z rycerskiego rodu Dębno (włoście: Kije, Przyłęk, Konary, Ostrowąs i Otłoczyn).
Posiadał rozległe dobra ziemskie na Mazowszu i Kujawach, jak również w Małopolsce.

## Kariera
- Jako krewny lub powinowaty palatyna Sieciecha[3] zostaje piastunem i wychowawcą (łac. nutritor) młodego księcia. Zarządza jednocześnie wydzieloną mu dzielnicą, był komesem wrocławskim,
- walczy u boku księcia pod Międzyrzeczem, ciężko ranny przechodzi trepanację czaszki,
- 1099 podczas buntu młodych książąt we Wrocławiu przeciw władzy Sieciecha, staje u boku Bolesława, ale rycerstwo wrocławskie nie ufa mu i odsuwa od niego księcia,
- 1110 ofiarowuje katedrze krakowskiej dwa komplety szat kapłańskich oraz jeden płaszcz[4] (inwentarz skarbca katedralnego na Wawelu z 1110 r. zawierał najstarszy znany spis biblioteczny w Polsce; księgozbiór składał się z 47 pozycji, wśród których była najpopularniejsza encyklopedia średniowiecza Etymologie Izydora z Sewilli, obecnego patrona internetu i internautów).
- 1113 występuje jako stolnik księcia[5],
- 1120 współfundator, zbudowanej na pamiątkę obrony Głogowa kolegiaty głogowskiej[6],
- już jako starzec, wraz z księciem Bolesławem i Skarbimirem uposażył opactwo benedyktynów w Lubiniu,
- zmarł w wieku 80 lat ok. 1140 roku.

## Potomkowie
Z pierwszej żony Dobromiły, córki Kiełcza, zostawił synów: Janusza i Trojana, drugiej – zmarłej bezpotomnie Dobiechnie córce Kiliana przekazał pewne dobra mazowieckie. Ufundowany z nich kościół pw. Najświętszej Marii Panny na przedmieściach Płocka po późniejszych uzupełniających nadaniach potomków Wojsława dysponował w 1185 r. piętnastoma majątkami ziemskimi. 
Syn Wojsława Janusz był m.in. zarządcą beneficjum urzędniczego w rejonie Wyszogrodu, natomiast drugi syn Trojan był prokuratorem (zarządcą dóbr książęcych) za czasów Bolesława Kędzierzawego oraz być może był margrabią w rejonie Wizny.
Wnukami Wojsława byli m.in. Wojsław Trojanowic i Gedko, biskup płocki. Synami Wojsława Trojanowica byli: Wojsław z Kij i Gedko, podkomorzy krakowski. Ci dwaj ostatni uważani są za protoplastów małopolskiej linii Powałów – Ogończyków

## Warto przeczytać
- Marek Derwich, Benedyktyński klasztor św. Krzyża na Łysej Górze, Warszawa 1992